# Lenothrix canus
Lenothrix canus är en gnagare som beskrevs av Miller 1903. Lenothrix canus är ensam i släktet Lenothrix som ingår i familjen råttdjur. Internationella naturvårdsunionen kategoriserar arten globalt som livskraftig. Inga underarter finns listade.

## Beskrivning
Denna gnagare förekommer på södra Malackahalvön, på Borneo och på några mindre öar i samma region. Arten vistas i låglandet och i kulliga områden som kan vara 550 m höga. Habitatet utgörs av olika slags skogar samt av odlade områden.
Lenothrix canus påminner om en stor råtta i utseende. Den når en kroppslängd (huvud och bål) av 16 till 22 cm och en svanslängd av 19 till 26 cm. Vikten varierar mellan 80 och 270 gram. Arten har en gråbrun päls på ryggen - buken och fötterna är vita. Svansens bakre del saknar pigment och är därför rosa. Kännetecknande är flera knölar på molarerna.
Levnadssättet är föga känt. Arten vistas främst i växtligheten. Honor föder 2 till 6 ungar per kull, oftast 3. De flesta vilda individer blir inte äldre än fem månader. Med människans vård kan de bli tre år gamla.